# Svarttjärnen (Stensele socken, Lappland, 722380-156548)
Svarttjärnen är en sjö i Storumans kommun i Lappland och ingår i Umeälvens huvudavrinningsområde.